# فرانکی جی
فرانکی جی (به انگلیسی: Franky G) (زاده ۳۰ اکتبر ۱۹۶۵) بازیگر آمریکایی است.
از فیلم‌های معروف او می‌توان به بازی در فیلم اعتماد، کیک تولد و سرزمین عجایب اشاره کرد.